# Elpidus hopei
Elpidus hopei är en skalbaggsart som beskrevs av Hermann Burmeister 1842. Elpidus hopei ingår i släktet Elpidus och familjen Cetoniidae. Inga underarter finns listade i Catalogue of Life.